# Chacha-warmi
El chacha-warmi (lit. 'home-dona') és un neologisme en llengua quítxua utilitzat per a referir-se a un codi de conducta basat en el principi de dualitat i de complementarietat en els sexes, equivalent a l'equitat de gènere. El govern d'Evo Morales a Bolívia va establir aquest concepte per a desenvolupar polítiques d'equitat dels sexes en un llenguatge de «descolonització» a la Constitució de 2009. Aquest principi és el que regia el matrimoni dels aimares des de l'època precolombina, que sempre va tenir una naturalesa monògama. Els cònjuges assumien un rol dual de beneficis i responsabilitats compartides davant la societat i les seves famílies.

## Equitat de gènere
S'utilitza especialment en el context de reivindicació de l'equitat de gènere i la dualitat paritària. S'apel·la a aquest concepte per a reivindicar l'equitat de gènere com a forma de vida entre dones i homes, i aconseguir l'equilibri i l'harmonia de la convivència humana.
El model del sistema polític andí se sustenta en l'exercici alternatiu del poder local i entorn de la representació de la parella (chacha/warmi) i està basat en un pensament ideològic comunitari d'unitat i germanor, necessari perquè el sistema d'administració del poder polític faci complir el principi d'equilibri entre el gènere masculí i femení en totes les instàncies i en tots els àmbits.
«El gènere és fonamental en l'àrea andina perquè tot és parell, tot té una parella i és complementari, és una filosofia natural andina» explica la comunicadora Marianela Díaz, investigadora i autora de la tesi Desenvolupament Chachawarmi, lògiques de gènere en l'apoderament de la comunitat aimara de Corpa Pica.

## Monuments
A Bolívia, en el marc dels processos de descolonització i despatriarcalització iniciats amb la Constitució de 2009, s'han creat nous monuments al país per reivindicar a aquest principi de dualitat chacha-warmi en el qual si visibilitza a les dones indígenes que també van lluitar: Túpac Katari-Bartolina Sisa; Túpac Amaru II-Micaela Bastidas; Zárate Willca-Aida Aguilar, etc.